# آرمان آندرئاسیان
آرمان آندرئاسیان (ارمنی: Արման Անդրեասյան) کشتی‌گیر در رشته کشتی آزاد اهل ارمنستان است.
آندرئاسیان در سی و پنجمین دوره مسابقات کشتی نظامیان جهان به میزبانی تهران در وزن ۷۰ کیلوگرم به رقابت پرداخت.

## نتایج مهم
| سال                  | مسابقه                            | محل برگزاری          | مقام                 | رویداد               | توضیحات              |
| به نمایندگی ارمنستان | به نمایندگی ارمنستان              | به نمایندگی ارمنستان | به نمایندگی ارمنستان | به نمایندگی ارمنستان | به نمایندگی ارمنستان |
| -------------------- | --------------------------------- | -------------------- | -------------------- | -------------------- | -------------------- |
| ۲۰۲۰-۰۳-۲۹           | مسابقات قهرمانی اروپا (بزرگسالان) |                      | Gold                 | ۷۰٫۰ ک‌گ              |                      |
| ۲۰۲۰-۱۲-۱۶           | جام جهانی (بزرگسالان)             |                      | Bronze               | ۷۰٫۰ ک‌گ              |                      |
| ۲۰۲۰-۰۱-۲۳           | جام کشتی فرنگی تختی (بزرگسالان)   |                      | Bronze               | ۷۰٫۰ ک‌گ              |                      |
| ۲۰۲۰-۰۱-۰۸           | جام تختی (بزرگسالان)              |                      | Bronze               | ۷۰٫۰ ک‌گ              |                      |
| ۲۰۱۹-۱۰-۲۸           | مسابقات قهرمانی زیر 23 سال جهان   |                      | ۱۸                   | ۷۰٫۰ ک‌گ              |                      |
| ۲۰۱۹-۱۰-۱۰           | جام بین قاره لای (بزرگسالان)      |                      | ۵                    | ۷۰٫۰ ک‌گ              |                      |
| ۲۰۱۹-۰۸-۱۲           | مسابقات قهرمانی جهان (جوانان)     |                      | ۷                    | ۷۰٫۰ ک‌گ              |                      |
| ۲۰۱۹-۰۶-۰۷           | مسابقات قهرمانی اروپا (جوانان)    |                      | Bronze               | ۷۰٫۰ ک‌گ              |                      |
| ۲۰۱۸-۰۹-۱۷           | مسابقات قهرمانی جهان (جوانان)     |                      | ۵                    | ۷۰٫۰ ک‌گ              |                      |
| ۲۰۱۸-۰۷-۳۰           | مسابقات قهرمانی اروپا (جوانان)    |                      | Bronze               | ۷۰٫۰ ک‌گ              |                      |
| ۲۰۱۶-۰۹-۱۳           | مسابقات قهرمانی جهان (دانشجویی)   |                      | ۱۰                   | ۶۳٫۰ ک‌گ              |                      |
| ۲۰۱۶-۰۷-۱۹           | مسابقات قهرمانی اروپا (دانشجویی)  |                      | Gold                 | ۶۳٫۰ ک‌گ              |                      |
| ۲۰۱۵-۰۸-۰۴           | مسابقات قهرمانی اروپا (دانشجویی)  |                      | ۸                    | ۵۸٫۰ ک‌گ              |                      |